# Silvia Siefert
Silvia Siefert, geb. Heinrich (* 19. Juli 1953 in Magdeburg) ist eine ehemalige deutsche Handballspielerin.
Die 1,60 Meter große und 66 Kilogramm schwere Silvia Siefert spielte für den SC Magdeburg. In Magdeburg besuchte sie auch die Kinder- und Jugendsportschule.
Mit der DDR-Auswahl gewann sie bei den Olympischen Spielen 1976 in Montreal Silber, wofür sie mit dem Vaterländischen Verdienstorden in Bronze ausgezeichnet wurde. 1975 wurde sie mit dieser Mannschaft Weltmeisterin, schon bei der Weltmeisterschaft 1973 stand sie im Aufgebot der DDR.